# Кручёных, Георгий Васильевич
Георгий Васильевич Кручёных (1895 — не ранее 1979) — танкостроитель, лауреат Сталинской премии (1946).
В 1920-е гг. работал на заводе «Промет» в Ленинграде.
С 1929 по 1933 и с 1939 года на заводе «Красный путиловец» (с 1934 г. Кировский завод).
В 1933—1939 гг. конструктор Ленинградского завода опытного машиностроения № 185 имени С. М. Кирова. Участвовал в проектировании башен первых советских танков, в том числе Т-100. Автор проекта танка КВ-4 весом 107 тонн.
В 1941 г. после начала войны вместе с Кировским заводом эвакуировался в Челябинск. Работал на Челябинском Кировском заводе (ЧКЗ), затем в специальном конструкторском бюро ЧТЗ до 1957 года. Руководитель конструкторской группы, участвовал в модернизации танков KB, руководил разработкой башни ИС-3.
После выхода на пенсию до 1979 года — главный конструктор Дома юных техников ЧТЗ.
Сталинская премия 1946 года — за создание конструкции танка ИС-1 и коренное усовершенствование существующего танка.
Награждён орденами Отечественной войны II степени (16.09.1945) и «Знак Почёта», медалью «За трудовую доблесть» (05.06.1942).